# زمیتیتسه
زمیتیتسه (به چکی: Zemětice) یک منطقهٔ مسکونی در جمهوری چک است که در شهرستان پلزن-جنوبی واقع شده‌است. زمیتیتسه ۶٫۲۵ کیلومتر مربع مساحت و ۲۶۳ نفر جمعیت دارد و ۳۷۵ متر بالاتر از سطح دریا واقع شده‌است.